# 联合联盟
聯合聯盟是英國海外領土蒙特塞拉特的政黨。

## 歷史
2024年初，蒙特塞拉特前任總理魯本·米德成立聯合聯盟。在2024年蒙特塞拉特大選，聯合聯盟取得了9個民選席位中的5個，成為議會最大黨。魯本·米德承諾他會組成反映公眾期望、透明、有效的政府。

## 選舉結果

### 立法議會選舉
| 選舉年份 | 領袖      | 票數  | %           | 席位  | +/–    | 地位   |
| -------- | --------- | ----- | ----------- | ----- | ------ | ------ |
| 2024年   | 鲁本·米德 | 7,676 | 38.72（#1） | 5 / 9 | 新政黨 | 執政黨 |